# Gemma Pasqual i Escrivà
Gemma Pasqual Escrivà (Almoines, Valencia; 1967) es una escritora española que publica en catalán. Ha escrito principalmente novelas juveniles o infantiles, entre las que destacan Ningú no es perfecte y Et recorde, Amanda.
Desde 2013, es la vicepresidenta en la Comunidad Valenciana de la Asociación de Escritores en Lengua Catalana, y desde 2015 de la Acción Cultural del País Valenciano.

## Biografía
Nació en Almoines, en el año 1967. A los 6 años se trasladó a Gandía, donde estudió en las Escolapias. A los catorce volvió a cambiar de ciudad, esta vez a la capital, Valencia, elegida por sus padres. Allí cursó los estudios de técnico superior en Administración de Empresas en la Escuela de Artesanos. Aunque prefería ser periodista, estudió programación y se hizo analista de sistemas en la empresa IBM. 

### Colaboraciones
Gemma Pasqual i Escrivà ha colaborado en diferentes revistas especializadas en literatura, como CLIJ (Cuadernos de Literatura Infantil y Juvenil), la revista Marcha Popular Fallera, la revista Literaturas, la revista Caracteres y ha formado parte del consejo de redacción de La rendija. Además es vocal de la junta de la asociación de escritores en Lengua Catalana, vocal de la Junta de Gobierno de la Institución de las Letras Catalanas, vocal del Consejo Asesor de la Institución de las Letras Catalanas, miembro del PEN catalán y patrona de la Fundación Exitosa. 
También ha sido conferenciante en varios centros culturales, y ha participado en coloquios sobre personajes del mundo de la cultura, como Maria Mercè Marçal, Joan Fuster o Pau Casals. Por otro lado, tiene una larga trayectoria en animación lectora en institutos y escuelas. También ha trabajado con maestros; por ejemplo, el curso de formación del profesorado «Desarrollo de la creatividad plástica a través de la escritura de textos», que impartió en el Museo de Bellas Artes de Valencia Sant Pius V.

## Obra
- 1998 – Una setmana tirant de rock ('Una semana tirando de rock') Editorial Alfaguara/Voramar. ISBN 13: 978-84-8194-195-1. ISBN 10: 84-8194-195-6
- 2001 – Marina. Ed. Alfaguara/Voramar. ISBN 13: 978-84-8194-515-7. ISBN 10: 84-8194-515-3
- 2002 – Et recorde, Amanda ('Te recuerdo, Amanda'). Ed. Alfaguara/Voramar. ISBN 13: 978-84-8194-679-6. ISBN 10: 84-8194-679-6
- 2003 – Gènova, “città chius@” ('Génova, "città chius@"'). Ed. Alfaguara/Voramar. ISBN 13: 978-84-8194-877-6. ISBN 10: 84-8194-877-2
- 2004 – L’últim vaixell ('El último barco'). Ed. Alfaguara/Voramar. ISBN 13: 978-84-8194-927-8. ISBN 10: 84-8194-927-2
- 2005 – La màgia del temps ('La magia del tiempo'). Ed. Alfaguara/Voramar - 2005. ISBN 13: 978-84-8194-002-2. ISBN 10: 84-8194-002-X
- 2005 – Quan deixàvem de ser infants. Vicent Andrés Estellés des del fons de la memòria ('Cuando dejábamos de ser niños. Vicent Andrés Estellés desde el fondo de la memoria'). Ed. Barcanova. ISBN 13: 978-84-489-1796-8. ISBN 10: 84-489-1796-0
- 2006 – La fàbrica ('La fábrica'). Ed. Alfaguara/Voramar. ISBN 13: 978-84-9807-004-0. ISBN 10: 84-9807-004-X.
- 2006 – Les aventures de Roger lo Pelat ('Las aventuras de Roger lo Pelat'). Ed. Barcanova. ISBN 13: 978-84-489-1967-2. ISBN 10: 84-489-1967-X
- 2007 – Anatomia d’un assassinat ('Anatomía de un asesinato'). Ed. Perifèric. ISBN 13: 978-84-934847-7-4. ISBN 10: 84-934847-7-6
- 2008 – Llàgrimes sobre Bagdad ('Lágrimas sobre Bagdad'). Ed. Barcanova - 2008. ISBN 13: 978-84-489-2363-1.
- 2008 – La Mosca, assetjament a les aules ('La Mosca, acoso en las aulas'). Ed. Perifèric. ISBN 13: 978-84-935498-7-9
- 2014 – Xènia, tens un WhatsApp ('Xenia, tienes un WhatsApp'). Ed. Barcanova - 2014. ISBN 13: 9788448930820. ISBN 10: 8448930820
 y 2 libros más de Xénia[2]
- 2019 - Viure perillosament ('Vivir peligrosamente'). Ed. Comanegra - 2019. ISBN 13: 978-84-18022-08-1. ISBN 10: 9788418022081[3][4]

## Premios
- Premio Samaruc 2002 de Literatura Juvenil por la obra Marina.
- Premio Samaruc 2003 de Literatura Juvenil por la obra Et recorde, Amanda ('Te recuerdo, Amanda').
- Premio Jaume I de Crevillent, por su tarea respecto al desarrollo de la literatura juvenil en nuestro país (2003).
- Premio de las Letras 6.ª edición, dentro de los Premis Club a la nostra Marxa 2003 ('Premios Club a nuestra Marcha').
- Premio Samaruc 2005 de Literatura Juvenil por la obra L'últim vaixell ('El último barco').
- Premio Benvingut Oliver 2007 de Literatura Juvenil por la obra La Mosca, assetjament a les aules ('La Mosca, acoso en las aulas').
- Premio Barcanova 2007 de Literatura Juvenil por la obra Llàgrimes sobre Bagdad ('Lágrimas sobre Bagdad').
- Premio Mallorca de Narrativa Juvenil 2008 por la obra La Relativitat d'anomenar-se Albert ('La relatividad de llamarse Albert Neve').
- Premio Samaruc de Literatura Infantil y Juvenil 2015 por la obra La rosa de paper[5]